# پروفسور بالتازار

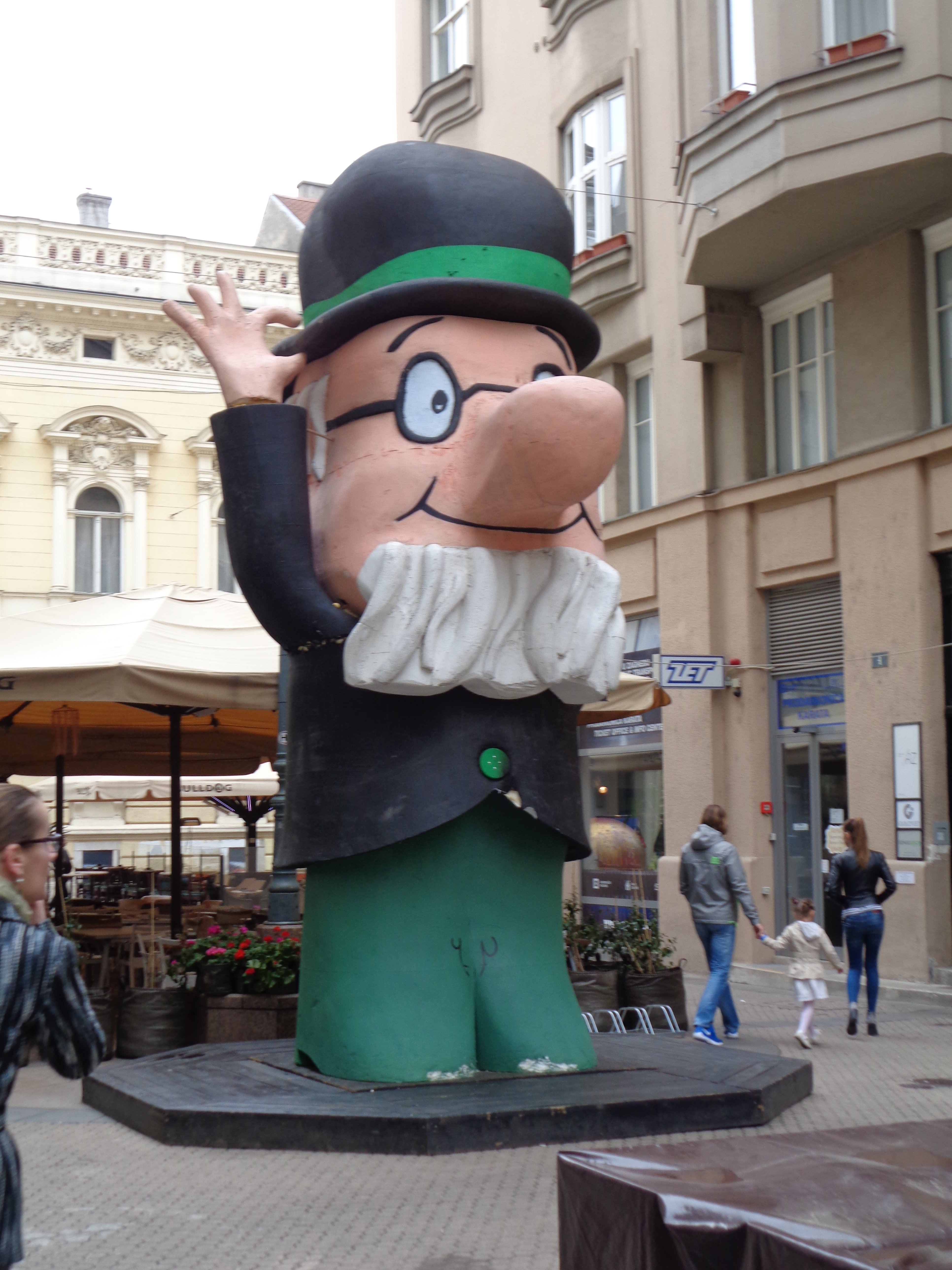
تندیسی از پروفسور بالتازار زاگرب

پروفسور بالتازار یک سریال کارتونی قدیمی محصول یوگسلاوی سابق (کرواسی) در مورد یک مخترع است.

## ساخت
این انیمیشن توسط یک انیماتور کروات به نام زلاتکو گرگیچ در «استودیوی فیلم زاگرب» ساخته شده‌است. این انیمیشن در دههٔ ۶۰ خورشیدی از شبکه اول تلویزیون ایران پخش شد. راویِ کارتون در نسخهٔ دوبله‌شده، «امیرهوشنگ قطعه ای» بود.
به یاد ماندنی‌ترین بخش این کارتون روش اختراع کردن پروفسور بالتازار است، او مدت زیادی فکر می‌کند و در نهایت تنها با یک اهرم دستگاهی را روشن می‌کند. پس از اتمام کار دستگاه، پروفسور شیر دستگاه را باز کرده و چند قطره مایع را داخل یک لوله آزمایش می‌ریزد و با ریختن آن مایع بر روی زمین اختراع او پدیدار می‌گردد.